# Ябусаме
Ябусаме (яп. 流 鏑 馬) — японське мистецтво кінної стрільби з лука. Щорічний фестиваль ябусаме проходить в місті Камакура.

## Історія

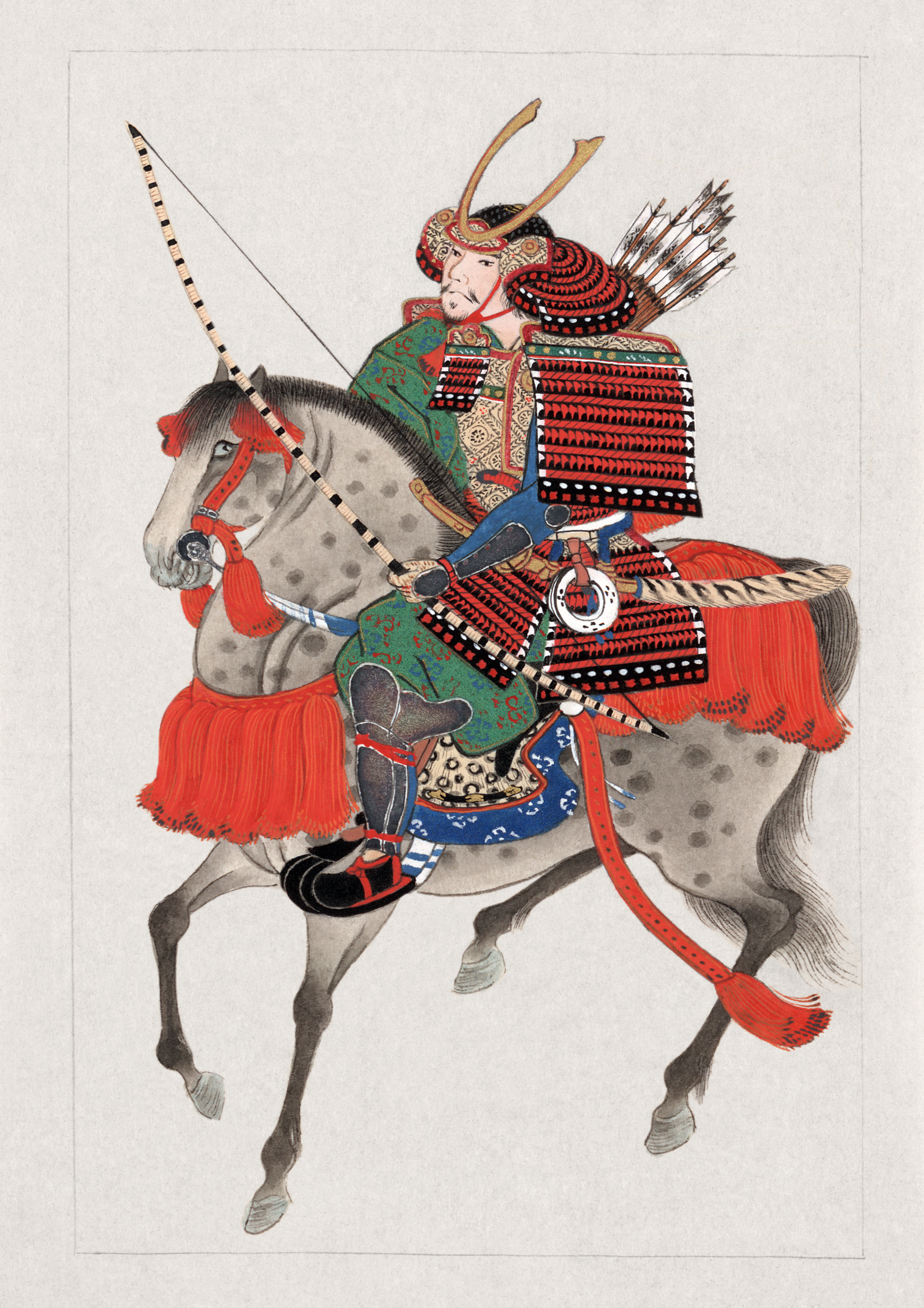
Самурай з луком і стрілами. Гравюра, 1878.

За однією легендою, коріння ябусаме сходять до VI століття, коли імператор вразив на скаку три мішені, щоб умилостивити богів і попросити у них миру, багатства і благополуччя для своєї країни. За іншою версією, цей ритуал зародився на початку періоду Камакура (1192-1334). Мінамото-но Йорітомо , засновник сьогунату Камакура і перший його правитель, був стурбований слабкою підготовкою своїх самураїв, хоча використання луків і стріл було невід'ємною частиною японської військової культури протягом багатьох століть. Лук і стріли вважалися символом сили і влади в древній Японії, тому Йорітомо вирішив ввести ябусаме як тренування. Той, хто погано справлявся з навантаженням, міг навіть отримати від командира наказ зробити сеппуку - ритуальне самогубство. На відміну від пішої стрільби, що використовувалася аж до XII століття, Мінамото посадив лучників на коней, щоб вони ефективніше проявили себе на війні. Ябусаме так само була частиною підношень синтоїстським богам, які, в свою чергу, обіцяли японському народу процвітання і перемогу в бою.
Кінні лучники самураї особливо проявили себе під час найзнаменитішої з усіх воєн між самураями - війни Гемпей, яка тривала з 1180 по 1185 роки. Тоді за владу в Японії боролися клани Тайра і Мінамото. У битві при Ясіма Тайра зазнали поразки і були змушені бігти, по п'ятах переслідують Мінамото. Тайра встигли сісти на свої кораблі, а вершників зупинило море. В очікуванні попутного вітру Тайра вивісили на щоглу мішень для лучників в знак благородного суперництва, щоб дати ворогам можливість показати своє мистецтво. Один з самураїв Мінамото Насу-но Йоіті наважився дати Тайра відповідь: він заїхав на коні в море і вистрілив точно в мішень. Його подвиг пам'ятають і відзначають до сих пір.
Стати ябусаме звичайною кінною стрільбою з лука допоміг дзен-буддизм: дихальні методики дзен дали самураям можливість досягти ясності і спокою під час бою. Буддійські монахи також зіграли важливу роль в справі поетапного припинення практики інуомоно - стрільби по собакам, одного з жорстоких підвидів кінної стрільби з лука. Ченці зажадали від воїнів не вбивати собак, а потім замінили живі мішені кедровими дошками. Завдяки цій духовній складовій, більшість сучасних змагань ябусаме проходять в синтоїстських святилищах.

## Сучасні змагання

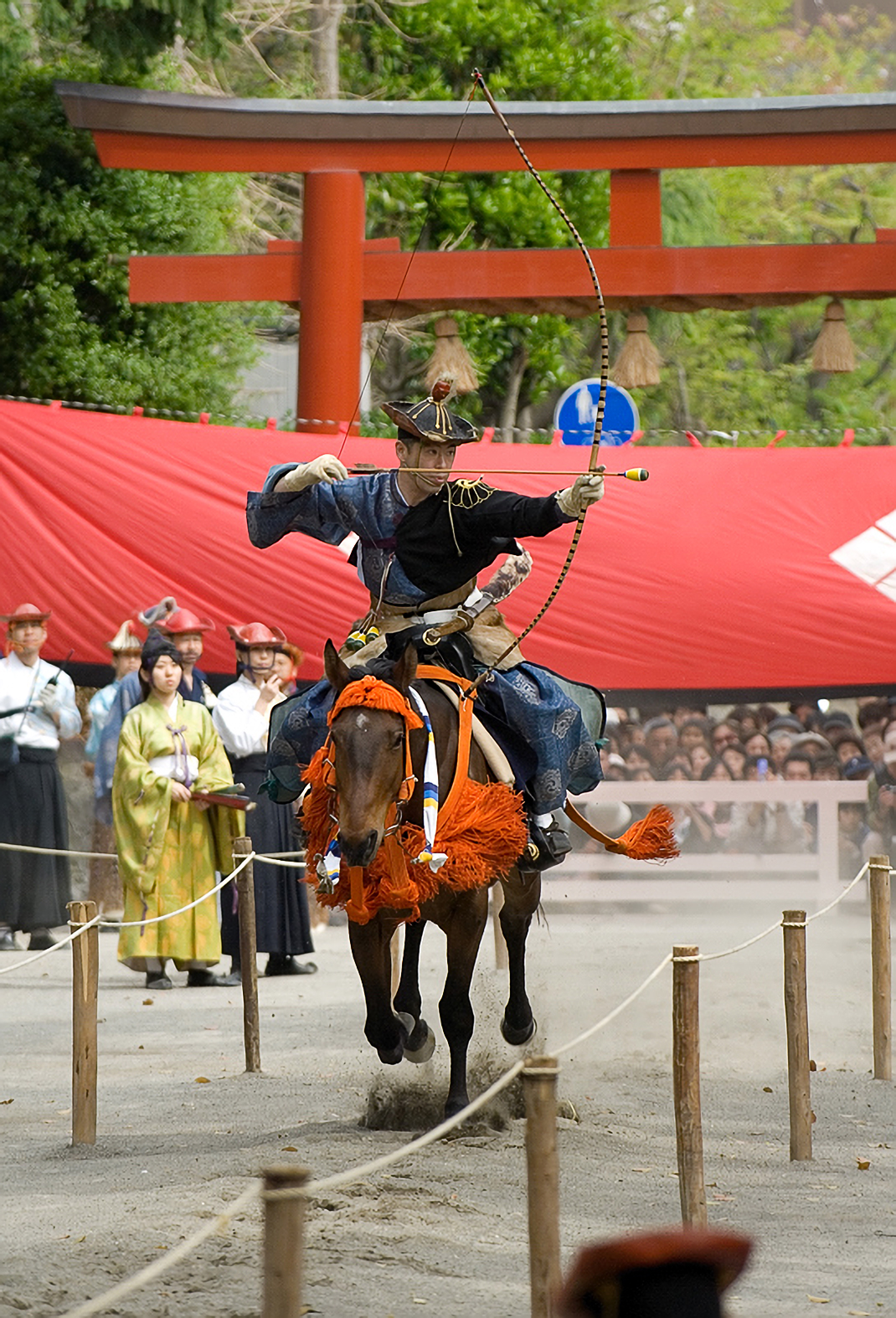
Змагання з ябусаме

На фестивалі в Камакурі церемонія починається з підношень в одній з найвідоміших святинь міста, храмі Цуругаока Хатімангу. На початку церемонії священики благословляють вершників і їхніх коней, потім перший учасник вимовляє клятву, підкидає церемоніальний віяло, і змагання оголошується відкритим. 
Лучник скаче галопом по 250-метровій доріжці, керуючи конем лише за допомогою ніг - в руках він тримає японський лук, розмір якого нерідко сягає півтора метра або більше. Коли вершник наближається до мети, він натягує тятиву, вигукує «in-yo-in-yo» (або тьма, або світло) і стріляє. Звук, що видається при попаданні в мішень, не менш важливий, ніж влучність стрільця. Традиційно в ябусамі використовують спеціальні стріли з тупими наконечниками, щоб звук виходив гучнішим. При такому попаданні в ціль мішень не розколюється, а гучний звук, кажуть, дарує сміливість лучника всім глядачам. Досвідчені вершники нерідко використовують стріли з V-подібними наконечниками: тоді в разі успіху мішень розколюється на кілька шматочків. 
Фрагменти кедрових дощок вважаються щасливими: їх підбирають, ставлять на них клеймо і датують, що перетворює їх в амулети. Потім разом зі стрілами амулети продають глядачам, щоб зібрати кошти для проведення змагань у наступному році. У ябусамі, в ідеалі, стрілець повинен вразити три мішені - вони закріплені на жердинах або дерев'яних конструкціях на висоті приблизно два метри і імітують торс ворожого воїна-вершника в традиційних обладунках самураїв. Найважче під час змагання - зберегти рівновагу, оскільки лучник не сидить в сідлі в прямому сенсі цього слова, а скоріше «присідає», користуючись спеціальними стременами і дуже легкими сідлами.

## Школи
Історично ябусаме була розділена на дві основні школи. Одну з них очолював Йорітомо, а друга, Школа стрільців Такеда, заснована в IX столітті Мінамото Йосіарі. Школа Такеда досі існує, продовжує навчати кінних лучників і завоювала велику популярність завдяки сучасним фільмам і показовим виступам.